# Stoomgenerator

Schema van een stoomgenerator in een kolencentrale.

Een stoomgenerator (ook: Stoomstroomkring) is een apparaat dat tot doel heeft stoom op te wekken.
In wezen is een stoomgenerator een warmtewisselaar, waarin warmte wordt overgedragen aan al dan niet onder druk staand water, dat daardoor overgaat in de dampfase. De stoom, het product van het apparaat, kan worden gebruikt in een proces, als medium voor de warmteoverdracht of om er mechanische energie mee op te wekken.

## Toepassingen
Een in het huishouden veel gebruikte stoomgenerator bevindt zich in een stoomstrijkijzer.
In de industrie worden stoomgeneratoren gebruikt die op gas of olie werken.
Ook in de chemie worden stoomgeneratoren gebruikt, vooral bij stoomdestillatie. 
In een kerncentrale van het drukwatertype wordt de splijtingswarmte overgedragen aan een met water gevuld circuit. Het water staat onder een zodanige druk dat het niet kookt. In de stoomgenerator, die zich overigens binnen de bolvormige afscherming bevindt, wordt de warmte van dit water overgedragen aan een secundair watercircuit, waarbij het water in stoom wordt omgezet. Hierbij is uiteraard essentieel dat tussen beide circuits geen stofoverdracht kan plaatsvinden, want de aldus opgewekte stoom komt buiten de afscherming en mag dus niet radio-actief besmet zijn. Het is deze stoom die gebruikt wordt voor elektriciteitsopwekking in een turbogenerator.
Een fluitketel is ook een stoomgenerator, niet met het doel om stoom op te wekken, maar om kokend water te produceren. 